# Huévar del Aljarafe
Huévar del Aljarafe er en by og kommune i det sydlige Spanien i provinsen Sevilla. Den har et indbyggertal på 3.360 (2024) indbyggere.